# Mooka
Mooka (真岡市 -shi) é uma cidade japonesa localizada na província de Tochigi.
Recebeu o estatuto de cidade a 1 de Outubro de 1954.

## Geografia e População
Em 2003 a cidade tinha uma população estimada em 65 560 habitantes e uma densidade populacional de 586,61 h/km². Tem uma área total de 111,76 km².
A região de Mooka fica em uma área com pequenos morros, em comparação com a vizinha região da planície do Rio Kinugawa.
Há 3 rios importantes que cruzam ou fazem fronteira com Mooka. Eles são:
- Rio Kinugawa
- Rio Gogyôgawa
- Rio Kokaigawa
Embora seja uma região predominantemente plana, há 2 montanhas notáveis:
- Monte Nemoto
- Monte Iso
Regiões que fazem fronteira com Mooka:
- Cidade de Utsunomiya
- Condado de Haga
- Condado de Kawachi
- Vila de Iwase (Ibaraki)

## Educação
Em Mooka há 15 escolas primárias (shôgakkô), 6 escolas ginasiais (tyûgakkô) e 4 colégios (kôkô).

## Governo
O prefeito atual de Mooka (desde 2005) é Taketoshi Fukuda.
E foi no mandato do prefeito Fukuda que, em 23 de Março de 2009, foi feita a fusão de Mooka com a cidade vizinha Ninomiya.

## Lazer
Em Mooka esta localizado o Ichiman nin puuro(piscina para 10000pessoas)no parque Igashira.

## Transporte
Em Mooka ha uma estação ferroviária com formato de um trem maria-fumaça, pertencente a linha SL, onde é possível passear nos vagões de uma locomotiva antiga.
A linha de trem leva à Kugeta, Motegi, Tikusei e outros lugares próximos.
Por Mooka passam 3 rodovias nacionais que são:
- Rota 294
- Rota 121
- Rota 408
Atualmente está em construção a auto-estrada de Kita-kantô (via expressa).
Que ligara a Tohoku(via expressa)na altura de Tochigi-shi ao litoral de Ibaraki,passando por Mooka.

## Cidades-irmãs
- Glendora, Estados Unidos
- Douliou, Taiwan